# Seunong (Bandar Dua)
Seunong is een bestuurslaag in het regentschap Pidie Jaya van de provincie Atjeh, Indonesië. Seunong telt 266 inwoners (volkstelling 2010).